# Louis-Philippe Charbonneau
Louis-Philippe Charbonneau (né le 27 octobre 1974 à Montréal, dans la province de Québec au Canada) est un joueur professionnel canadien de hockey sur glace.

## Carrière de joueur
Après avoir commencé sa carrière dans la Ligue de hockey junior majeur du Québec avec les Olympiques de Hull, il est échangé aux Tigres de Victoriaville. À l’automne 1994, il est à nouveau échangé aux Olympiques de Hull, équipe avec laquelle il remporte la Coupe du président et participe à la Coupe Memorial.
À l’automne 1995, il commence sa carrière professionnelle, alors qu’il dispute un match avec les Aces de Cornwall de la Ligue américaine de hockey et le reste de la saison avec l’Express de Roanoke et les Panthers d'Érié de l'East Coast Hockey League.
En 1996-1997, il dispute deux matchs avec le Crunch de Syracuse (LAH), en plus de jouer avec les Lizard Kings de Jacksonville et les Nailers de Wheeling (ECHL).
Il porte ensuite les couleurs des Icebreakers de Chesapeake, du Grrrowl de Greenville, puis lors de la saison 1999-2000, il se joint aux Royaux de Sorel de la Ligue de hockey semi-professionnelle du Québec.
Après avoir fait des passages avec le Caron & Guay de Pont-Rouge et le Caron et Guay de Trois-Rivières, il passe la majeure partie de la saison 2005-2006 avec les Comets de Cornwall de la Ligue de Hockey Sénior Provinciale AA.
De retour dans la Ligue nord-américaine de hockey, il passe deux saisons avec les Summum-Chiefs de Saint-Jean-sur-Richelieu, puis une saison avec les Chiefs de Saint-Hyacinthe.
Après avoir passé la saison 2009-2010 avec les Marquis de Saguenay, il est suspendu pour la totalité de la saison 2010-2011. Durant la période d’échauffement précédent le match du 10 avril 2010, il a attaqué un joueur du CRS Express de Saint-Georges avec son bâton, en plus de lancer une chaise sur la patinoire,.
En septembre 2011, il participe au camp d’entraînement du HC Carvena de Sorel-Tracy. Le 8 octobre, il signe un contrat d'une saison avec l'équipe.

## Statistiques
| Saison                      | Équipe                                    | Ligue                       |     | Saison régulière | Saison régulière | Saison régulière | Saison régulière | Saison régulière |    | Séries éliminatoires | Séries éliminatoires | Séries éliminatoires | Séries éliminatoires | Séries éliminatoires |
| Saison                      | Équipe                                    | Ligue                       | PJ  | B                | A                | Pts              | Pun              | PJ               | B  | A                    | Pts                  | Pun                  |                      |                      |
| 1992-1993                   | Olympiques de Hull                        | LHJMQ                       | 29  | 0                | 2                | 2                | 88               | 3                | 0  | 0                    | 0                    | 47                   |                      |                      |
| 1993-1994                   | Olympiques de Hull                        | LHJMQ                       | 16  | 0                | 1                | 1                | 93               | -                | -  | -                    | -                    | -                    |                      |                      |
| 1993-1994                   | Tigres de Victoriaville                   | LHJMQ                       | 37  | 5                | 14               | 19               | 284              | 5                | 2  | 0                    | 2                    | 41                   |                      |                      |
| 1994-1995                   | Tigres de Victoriaville                   | LHJMQ                       | 13  | 4                | 4                | 8                | 86               | -                | -  | -                    | -                    | -                    |                      |                      |
| 1994-1995                   | Olympiques de Hull                        | LHJMQ                       | 34  | 14               | 9                | 23               | 318              | 18               | 10 | 5                    | 15                   | 109                  |                      |                      |
| 1995                        | Olympiques de Hull                        | Coupe Memorial              | -   | -                | -                | -                | -                |                  |    |                      |                      |                      |                      |                      |
| 1995-1996                   | Aces de Cornwall                          | LAH                         | 1   | 0                | 0                | 0                | 0                | -                | -  | -                    | -                    | -                    |                      |                      |
| 1995-1996                   | Express de Roanoke                        | ECHL                        | 22  | 6                | 1                | 7                | 94               | -                | -  | -                    | -                    | -                    |                      |                      |
| 1995-1996                   | Panthers d'Érié                           | ECHL                        | 25  | 2                | 3                | 5                | 187              | -                | -  | -                    | -                    | -                    |                      |                      |
| 1996-1997                   | Crunch de Syracuse                        | LAH                         | 2   | 0                | 0                | 0                | 2                | -                | -  | -                    | -                    | -                    |                      |                      |
| 1996-1997                   | Lizard Kings de Jacksonville              | ECHL                        | 27  | 3                | 6                | 9                | 241              | -                | -  | -                    | -                    | -                    |                      |                      |
| 1996-1997                   | Nailers de Wheeling                       | ECHL                        | 23  | 4                | 3                | 7                | 159              | 1                | 0  | 0                    | 0                    | 0                    |                      |                      |
| 1997-1998                   | Icebreakers de Chesapeake                 | ECHL                        | 53  | 16               | 10               | 26               | 201              | 3                | 0  | 0                    | 0                    | 9                    |                      |                      |
| 1998-1999                   | Icebreakers de Chesapeake                 | ECHL                        | 46  | 9                | 7                | 16               | 271              | -                | -  | -                    | -                    | -                    |                      |                      |
| 1998-1999                   | Grrrowl de Greenville                     | ECHL                        | 19  | 4                | 3                | 7                | 95               | -                | -  | -                    | -                    | -                    |                      |                      |
| 1999-2000                   | Royaux de Sorel                           | LHSPQ                       | 31  | 21               | 19               | 40               | 409              | 4                | 1  | 2                    | 3                    | 26                   |                      |                      |
| 2000-2001                   | Royaux de Sorel                           | LHSPQ                       | 33  | 5                | 14               | 19               | 376              | -                | -  | -                    | -                    | -                    |                      |                      |
| 2001-2002                   | Royaux de Sorel                           | LHSPQ                       | 11  | 2                | 4                | 6                | 96               | 9                | 2  | 2                    | 4                    | 60                   |                      |                      |
| 2002-2003                   | Royaux de Sorel                           | LHSPQ                       | 31  | 7                | 6                | 13               | 250              | -                | -  | -                    | -                    | -                    |                      |                      |
| 2002-2003                   | Caron & Guay de Pont-Rouge                | LHSPQ                       | 16  | 8                | 7                | 15               | 173              | 16               | 1  | 3                    | 4                    | 105                  |                      |                      |
| 2003-2004                   | Caron & Guay de Pont-Rouge                | LHSMQ                       | 48  | 9                | 26               | 35               | 414              | 11               | 4  | 4                    | 8                    | 70                   |                      |                      |
| 2004-2005                   | Caron et Guay de Trois-Rivières           | LNAH                        | 49  | 10               | 11               | 21               | 444              | 4                | 0  | 0                    | 0                    | 59                   |                      |                      |
| 2005-2006                   | Caron et Guay de Trois-Rivières           | LNAH                        | 2   | 0                | 0                | 0                | 18               | -                | -  | -                    | -                    | -                    |                      |                      |
| 2005-2006                   | Comets de Cornwall                        | LHSPAA                      | 28  | 4                | 6                | 10               | 353              | 11               | 4  | 4                    | 8                    | 104                  |                      |                      |
| 2006-2007                   | Summum-Chiefs de Saint-Jean-sur-Richelieu | LNAH                        | 27  | 5                | 7                | 12               | 227              | 13               | 3  | 0                    | 3                    | 95                   |                      |                      |
| 2007-2008                   | Summum-Chiefs de Saint-Jean-sur-Richelieu | LNAH                        | 35  | 5                | 5                | 10               | 386              | 2                | 0  | 0                    | 0                    | 19                   |                      |                      |
| 2008-2009                   | Chiefs de Saint-Hyacinthe                 | LNAH                        | 24  | 0                | 9                | 9                | 226              | 1                | 0  | 0                    | 0                    | 4                    |                      |                      |
| 2009-2010                   | Marquis de Saguenay                       | LNAH                        | 37  | 5                | 8                | 13               | 259              | 9                | 0  | 0                    | 0                    | 29                   |                      |                      |
|                             |                                           |                             |     |                  |                  |                  |                  |                  |    |                      |                      |                      |                      |                      |
| 2011-2012                   | HC Carvena de Sorel-Tracy                 | LNAH                        | 23  | 0                | 1                | 1                | 100              | -                | -  | -                    | -                    | -                    |                      |                      |
| Totaux LHSPQ / LHSMQ / LNAH | Totaux LHSPQ / LHSMQ / LNAH               | Totaux LHSPQ / LHSMQ / LNAH | 367 | 77               | 117              | 194              | 3378             | 69               | 11 | 11                   | 22                   | 467                  |                      |                      |

## Trophées et honneurs personnels
- Ligue nord-américaine de hockey
  - 2006-2007 : remporte la Coupe Futura avec les Summum-Chiefs de Saint-Jean-sur-Richelieu.
  - Au terme de la saison 2012-2013, il est le joueur le plus puni dans l’histoire de la ligue, alors qu’il a passé 3 378 minutes au banc de punitions[6].
- Ligue de hockey junior majeur du Québec
  - 1994-1995 : remporte la Coupe du président et participe à la Coupe Memorial avec les Olympiques de Hull.